# 청사포항
청사포항(靑沙浦港)은 부산광역시 해운대구 중2동에 위치한 어항이다. 지방어항으로 지정하여 관리하고 있다. 시설관리자는 해운대구청장이다.

## 어항구역
본 항의 어항구역은 다음과 같다.
- 고두말 남측 선단에서 정동으로 1,100m 지점과 이점에서 정북으로 육지와 접하는 수역

## 개발계획
2004년 12월 30일 고시한 청사포항 개발계획은 다음과 같다.
- 방파제 L=200m (기존 L=159m, 신설 L=200m)
- 선착장 L=150m
- 물양장 L=150m

## 행복한 도시어촌 청사포 만들기
'행복한 도시어촌 청사포 만들기' 사업은 2009년부터 2013년까지 해운대구 중2동 청사포마을 일원에 청사포마켓, 쌈지공원, 랜드마크방파제, 등대경관브릿지, 공용주차장, 화장실 등을 설치하는 마을환경 개선 사업이다. 부산시가 총사업비 182억 원을 투입해 대대적으로 추진 중이다.